# Азовська губернія

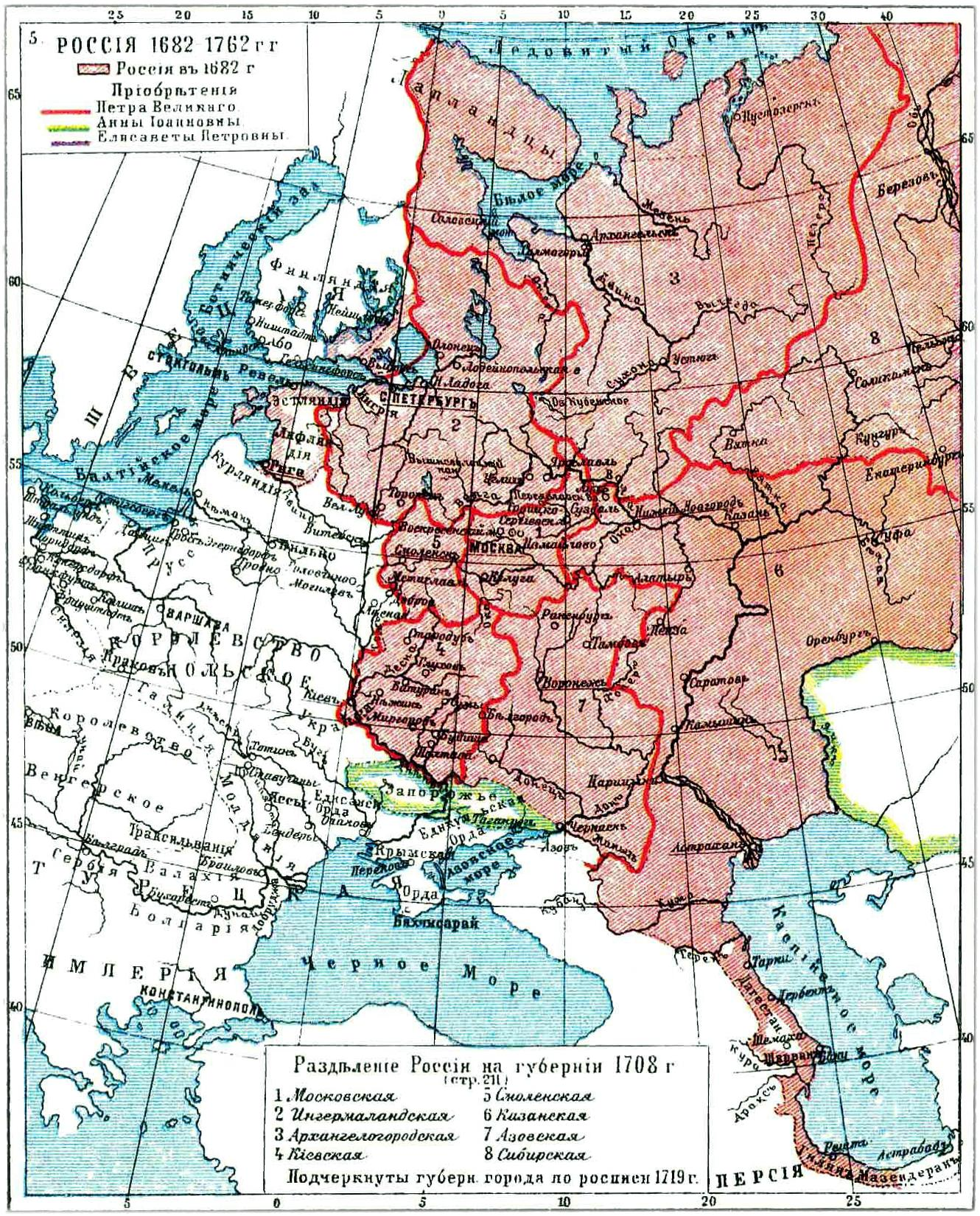
Азовська губернія на мапі Московського царства, 1708

47°06′00″ пн. ш. 39°25′00″ сх. д. / 47.1° пн. ш. 39.41666667° сх. д.
Азо́вська губе́рнія — адміністративно територіальна одиниця в Російської імперії у XVIII столітті. Адміністративний центр: Азов (1708–1711), Тамбов (1711–1715), а пізніше — Воронеж.

## Азовська губернія 1708–1725
Губернія вперше утворена згідно з указом Петра І «Об учреждении губерний и росписании к ним городов» від 18 грудня 1708 в числі перших восьми губерній Росії. До її складу входила велика територія Центрально-Чорноземної зони, Області Війська Донського і частково, Слобідська Україна.
Губернія охоплювала території сучасних Луганської, Донецької, більшу частину Харківської областей України, Ростовської, Воронезької, Тамбовської областей Російської Федерації.
В 1711 у зв'язку з передачею за Прутським мирним договором Азова Османській імперії центром Азовської губернії став Вороніж.
У 1719 губернію поділено на провінції:
- Бахмутську
- Воронізьку
- Єлецьку
- Тамбовську
- Шацьку.

Також до її складу входили міста Ізюм, Чугуїв, Зміїв, Балаклія, Печеніги (нині селище міського типу), Тор (нині Слов'янськ), Валуйки, Острогозьк, Коротояк, Бахмут та інші.
В 1725 Азовську губернію перейменовано на Воронізьку.

## Азовська губернія 1775–1783

### 1775
Після російсько-турецької війни 1768—1774 років у 1775 року зі східної частини Новоросійської губернії відроджено Азовську губернію з центром у фортеці Української лінії Білевськ й поділом на Азовську й Бахмутську провінції. До Бахмутської провінції з Новоросійської губернії увійшли Бахмутський повіт й Слов'яносербія. До Азовської провінції увійшла раніше самостійна Земля війська Донського та решта східних територій Новоросійської губернії.
До складу губернії увійшли фортеця св. Димитрія Ростовського (нині м. Ростов-на-Дону, РФ), Таганріг, Нова Дніпровська лінія, міста Керч, Єнікале, Кінбурн (з прилеглими землями між Дніпром і Південним Бугом — спадщина Прогноївської паланки Запорозької Січі), землі Області Війська Донського. Того ж року до Азовської губернії включено місто Тор з повітом і містечка Стара Водолага й Мала Водолага (від Слобідсько-Української губернії).
Генерал-губернатором губернії був призначений Григорій Потьомкін.

### 1776–1777
У 1776 році до губернії приєднано землі Запорозької Січі на лівому березі Дніпра та Катерининську провінцію від Новоросійської губернії. Тоді ж усю Азовську губернію поділено на Бахмутську й Катерининську провінції.
На кінець 1776 року Азовська губернія складалася:
- Катерининська провінція (центр — Білевська фортеця, заснована 1731 року),
- Бахмутська провінція (центр Бахмут),
- Торський повіт,
- Протовчанський повіт (колишня Протовчанська паланка),
- Личківський повіт (колишня Орільська паланка; центр Личкове),
- Самарський повіт (центр Новоселиця) — створений з Самарської паланки,
- Кінсьководського повіт — запорозькі землі вздовж річки Кінські Води,
- Кальміуський повіт (колишня Кальміуська паланка; центр — колишня Домаха),
- Барвиностенський повіт (колишня паланка Запорозької Січі),
- Нова Дніпровська лінія (центр Олександрівська фортеця),
- міста Керч й Єнікале,
- Ростовський повіт (центр фортеця святого Димитрія Ростовського),
- Таганрізький повіт,
- Азовський повіт (центр Азов),
- Військо Дінське.

З Азовської, Новоросійської, Астраханської й Саратовської губернії утворено Новоросійське генерал-губернаторство на чолі з Григорієм Потьомкіним.

### 1778–1783
Від 1778 року губернія поділялася на 9 повітів:
- Катеринославський (центр — заснований 1776 року Катеринослав (Кільченський)),
- Олександрівський — землі Нової Дніпровської лінії (центр — Олександрівська фортеця заснована 1775 року),
- Павлівський повіт — на узбережжі Озівського моря (територія колишньої Кальміуської паланки),
- Марієнпольський повіт, — початково називався Вовководський повіт (за річкою Вовчі Води), із проектованим повітовим містом Вовковод-Марієнполь,
- Таганрізький,
- Бахмутський,
- Торський (центр — місто Тор),
- Наталківський повіт, — колишня Катерининська провінція без Донецького полку (центр у Білевський фортеці),
- Царичанський, землі колишньої Протовчанської паланки і Донецького пікінерного полку (центр — Царичанка, — колишннє сотинне містечко Полтавского полку),
- Військо Дінське.

В 1779 року після виселення кримських греків у Надазов'я
- приморське місто Павлоград перейменовано на Маріуполь, а також Павлоградський повіт став Маріупольським повітом;
- місто Марієнполь перейменували на Павлоград й відповідно Вовководський, або Марієнпольський повіт у міжріччі Вовчої та Самари перейменовано на Павлоградський повіт;

1782 году Натальїнський повіт знову перейменовано на Катерининську провінцію, а з 1783 року, після перейменування повітового центру на Костянтиноград, став Костянтиноградським повітом.
У 1779 році губернія перетворена на Азовське намісництво.
Указом імператриці Катерини ІІ від 30 березня 1783 року Азовську губернію ліквідовано, а її територія (разом з Новоросійською губернією) ввійшла до складу Катеринославського намісництва.
У 1783 року Азовська губернія разом з Новоросійською губернією увійшла до Катеринославського намісництва.
У 1796 році Азовське намісництво перетворене назад у Воронізьку губернію.